# Сеїт Абдулла Озенбашли
Сеї́т Абдулла́ Озенбашли́ (крим. Seid Abdulla Özenbaşlı; нар. 1867, Бахчисарай — нар. 1924, Сімферополь) — кримськотатарський письменник, драматург, музикант. Батько Амета Озенбашли.

## Відома біографія
Сеїт Абдулла Озенбашли народився в 1867 році у Бахчисараї. Початкову освіту одержав у місцевого вчителя Усеіна Ефенді. Завдяки своїй старанності і таланту він самостійно вивчив арабську, перську і російську мови. У молодості, віддаючи перевагу комерційній діяльності, працював рахівником у торговому домі відомого багатія Аджи Абдулли. У цей же час працював у газеті «Терджиман» (Перекладач).
У квітні 1902 року Озенбашли відкрив майстерню в Бахчисараї, де навчав молодь різним ремеслам. За свідченням сучасників він був вправним майстром вишивки і каліграфії, а також чудовим виконавцем східної музики.
Деякі з написаних їм віршів були опубліковані в газетах того часу. В історії кримськотатарської літератури відомий рукописний варіант його книги «Акъикъат сеси» (Голос правди). Більшість його віршів відображає національний побут кримських татар і викриває у різкій формі жадібність, хитрість, зажерливість, азартні ігри, що побутували на той час.

## Творчість
- «Багъчасарай дестаны» (Бахчисарайська легенда): Керім І. Гаспринскийнинъ «джанлы» тарихи 1883–1914.- Акъмесджит, 1999.- С. 104–106.
- «Оладжагъа чаре олмаз» (Чому бути, того не минати): П'єса.-- Багъчасарай, 1902.-- 23 с.// Керім І. Къырымтатар эдебияты.- Акъмесджит, 1995.- С. 97-109 // Йылдыз.- 1995.- № 1.- С. 17-31.
- «Эй, гонъюль» (Гей, седце): Вірш, Керім І. Гаспринскийнинъ «джанлы» тарихи 1883–1914.- Акъмесджит, 1999.- С. 101–103.

## Дивись додатково
Список кримськотатарських письменників